# Johann Heinrich Bocris
Johann Heinrich Bocris der Jüngere (auch Heinrich Bocris oder Bockreuß; * 10. August 1713 in Schweinfurt; † 18. April 1776 in Wien) war ein deutscher Rechtswissenschaftler und Hochschullehrer.

## Leben
Bocris Vater hieß ebenso wie er Johann Heinrich und war Konrektor des Schweinfurter Gymnasiums. Bocris studierte Rechtswissenschaften an den Universitäten von Jena und Altdorf, praktizierte ein Jahr unter einem Reichshofratsagenten Heinisch in Wien. 1736 wurde er an der Universität Erfurt zum Lic. iur. promoviert. Er erhielt 1736 eine Professur der Rechte am Schweinfurter Gymnasium.
Bocris trat 1739 zum katholischen Glauben über und wurde an der Universität Bamberg ordentlicher Professor der Rechte. Er wurde außerdem zum würzburgischen und bambergischen Hofrat und Regierungsrat ernannt. Kurz darauf erfolgte die Promotion zum Doktor der Rechte sowie die Ernennung zum Geheimen Hofrat. Er wurde zum Professor des Staatsrechts und der Praxis befördert sowie Senior der Fakultät.
Borcis folgte 1753 einem Ruf als Geheimer Hofrat und ordentlicher Professor des Staatsrechts an die Universität Wien, an der er bis zu seinem Tod verblieb.

## Werke (Auswahl)
- Commentatio historico-iuridica de regali monetae in specie de mitra bicorni in episcopis Germaniae huius regalis criterio, Langenheim, Leipzig 1739.
- Kurtz gefaßter Beweiß, daß die Suitas heredis in Teutschland wenig oder keinen Nutzen zeige, dahingegen zur Verwirrung derer vaterländischen Rechte und Bekränckung derer Parthien wahren Gerechtsame ein grosses mitwürcke, Grebner, Altdorf 1744.
- De Germania, iurisprudentia sua domestica nunquam destituta, commentatio, Gertner, Bamberg 1749.
- Abhandlung Vom Herkommen und Geschlecht Derer Marggrafen zu Schweinfurth : nebst andern dahin einschlagenden Merckwürdigkeiten, Gertner, Bamberg 1749.
- Reichsgesäzliche Prüfung der Frage: Ob nicht denen Remediis Reuisionis et Supplicationis nach dem eignen Sinn derer Reichsgesäze noch heut zu Tag der Effectus Suspensivus ordnungsmäßig zu vergönnen, Langenheim, Leipzig 1751.